# Vol Delta Air Lines 9570
Le vol Delta Air Lines 9570 s'est écrasé le 30 mai 1972, lors d'un vol d'entraînement assuré par un Douglas DC-9, lors de la phase d'approche à l'aéroport international de Greater Southwest (en) (GSW), à Fort Worth, au Texas. Les quatre occupants de l'appareil ont tous été tués dans le crash. 
L'accident a été attribué à une perte de contrôle causée par un passage de l'avion à travers les turbulences de sillage d'un McDonnell Douglas DC-10, ce qui a entraîné des modifications radicales liées aux procédures de maintien d'une distance de sécurité minimale avec les avions générant d'importantes turbulences de sillage.

## Avion et équipage
Le vol 9570 de Delta Air Lines était un vol d'entraînement effectué sur un Douglas DC-9-14 (immatriculé N3305L (numéro de série 45700/11)). Il a été construit en 1965 et totalisait 18 998 heures au moment de l'accident. Le but de ce vol était de contrôler en vol trois pilotes de la compagnie aérienne. Le vol 9570 avait un total de quatre occupants, y compris l'équipage de deux hommes aux commandes de l'avion, un pilote supplémentaire en attente d'un contrôle en vol, qui était assis à l'arrière, et un inspecteur des opérations aériennes de la Federal Aviation Administration (FAA), qui était à bord pour un contrôle des compétences, et qui était assis sur le « strapontin » du cockpit, un siège rabattable situé entre le pilote et le copilote.
Le vol 1114 d'American Airlines, un autre vol d'entraînement effectué sur un McDonnell Douglas DC-10, était également impliqué. Le vol 1114 n'a pas été endommagé ou affecté lors de cet accident.

## Accident
Le vol 9570 a décollé de l'aéroport de Dallas Love Field, au Texas, à 6 h 48 heure du Centre, et s'est dirigé vers GSW pour effectuer des approches et des atterrissages d'entraînement. L'équipage a alors demandé une approche ILS sur la piste 13 de GSW. L'autorisation lui a été accordée, et le vol 9570 a été informé que le DC-10 d'American Airlines était déjà dans le circuit d'attente pour effectuer des atterrissages posés-décollés à GSW. Le vol 9570 a atterri sans incident.
Après son atterrissage à GSW, le vol 9570 a reçu de nouvelles autorisations pour le décollage et la montée initiale, et a effectué des manœuvres d'entraînement, dont une approche interrompue ILS. L'équipage a ensuite demandé l'autorisation d'atterrir sur la piste 13, derrière le vol 1114, également en approche pour un atterrissage sur la même piste. Le contrôleur aérien a autorisé le vol 9570 à atterrir sur la piste 13 avec un avertissement concernant le risque de turbulences. Le contrôleur n'a pas informé le DC-9 qu'il suivait un avion « lourd », mais il a indiqué qu'il suivait un DC-10, ce que auraient dû faire comprendre à ses pilotes expérimentés qu'ils suivaient un avion de grande taille.
À l'approche de la piste, le DC-9 a commencé à osciller autour de son axe de roulis, puis a basculé rapidement vers la droite. Après un roulis de 90° vers la droite, l'extrémité de l'aile droite a heurté la piste à grande vitesse. L'avion a continué à rouler vers la droite, jusqu'à ce qu'il heurte la piste en étant presque renversé sur le dos. L'avion a été gravement endommagé par l'impact et détruit par l'incendie suivant le crash. Les quatre membres d'équipage à bord ont été tués.

## Enquête
Le Conseil national de la sécurité des transports (NTSB) a enquêté sur l'accident. La nature de l'accident a suggéré au NTSB que le crash du DC-9 avait été causé par des turbulences de sillage provenant du DC-10 qu'il suivait. Avant l'accident du vol 9570, la FAA ne disposait d'aucune norme spécifique liée à la séparation des avions et basée sur ce type de turbulence. La séparation était alors plutôt déterminée par les limites de surveillance radar du contrôle aérien et, dans certains cas, par les restrictions d'occupation des pistes. Cependant, l'utilisation croissante d'avions à réaction gros-porteurs générant d'importantes turbulences de sillage, tels que le Boeing 747, le DC-10 et le Lockheed L-1011 TriStar, au cours des années précédentes, a accru le risque d'accidents liés aux turbulences de sillage. Cependant, avant celui du vol 9570, la plupart de ces accidents impliquant des turbulences de sillage impliquaient des avions plus petits que le DC-9.
Reconnaissant la turbulence de sillage comme cause potentielle de cet accident, le NTSB a mené des tests et des recherches pour confirmer son hypothèse. Il a effectué des tests de tourbillons de sillage au Centre d'étude technique William J. Hughes (en), situé à l'aéroport international d'Atlantic City, dans le New Jersey, en utilisant d'abord un L-1011 TriStar (un triréacteur d'une taille similaire au DC-10), puis un DC-10 prêté au NTSB. De la fumée colorée a été émise depuis la tour de contrôle de l'aéroport, et l'observation de la fumée lors du passage du L-1011 ou du DC-10 devant la tour a fourni des informations sur la durée pendant laquelle un tourbillon persistait après le dégagement de l'avion.
Les tests du NTSB ont démontré que les turbulences de sillage causées par un avion de la taille du DC-10 étaient suffisantes pour perturber le vol d'un DC-9 d'une manière comparable à celle du vol 9570. 

### Rapport final
À la suite de ces différents tests, la cause probable de l'accident du vol 9570 a été déterminée par le NTSB comme étant le passage de l'avion à travers un tourbillon généré par un avion « lourd » qui le précédait, entraînant une perte de contrôle involontaire de l'avion lors de l'approche finale. Bien qu'averti de la possibilité de turbulences, l'équipage ne disposait pas de suffisamment d'informations pour évaluer précisément le danger ou la position possible des turbulences de sillage. 
Les procédures de la FAA en vigueur pour le contrôle des vols VFR n'offraient pas le même niveau de protection contre ce type de tourbillon que celle offerte aux vols utilisant des vecteurs radar, lors des vols en conditions IFR ou VFR.

## Conséquences
Bien que le risque pour les petits avions était déjà connu, l'accident du vol 9570 a démontré que les avions de taille moyenne comme le DC-9 étaient également vulnérables en cas de turbulences de sillage. En conséquence, l'enquête sur ce crash a entraîné des modifications concernant la distance minimale que tous les avions de petite et moyenne taille doivent maintenir lorsqu'ils suivent des avions gros-porteurs, ainsi que des procédures pour maintenir ces distances.
Le NTSB a recommandé à la FAA d'élaborer de nouvelles normes minimales de séparation entre les avions, prenant en compte les effets des turbulences des avions à fuselage large sur les avions qui les suivent. En réponse, la FAA a établi des exigences minimales obligatoires de séparation basées sur la masse maximale au décollage. Tout avion de plus de 136 tonnes serait classé comme « lourd ». 
Selon les nouvelles règles, tout avion plus léger qu'un avion « lourd » doit maintenir une distance d'au moins 8 km derrière un avion « lourd » ; un avion « lourd » derrière un autre avion « lourd » doit maintenir une distance minimale de 4 km. Cette réglementation est devenue la norme pour le maintien d'une distance minimale de sécurité entre les avions ; la définition de « lourd » a par la suite été revue à la baisse en 1994, afin d'inclure les avions d'au moins 115 tonnes. 